# Bobby Short

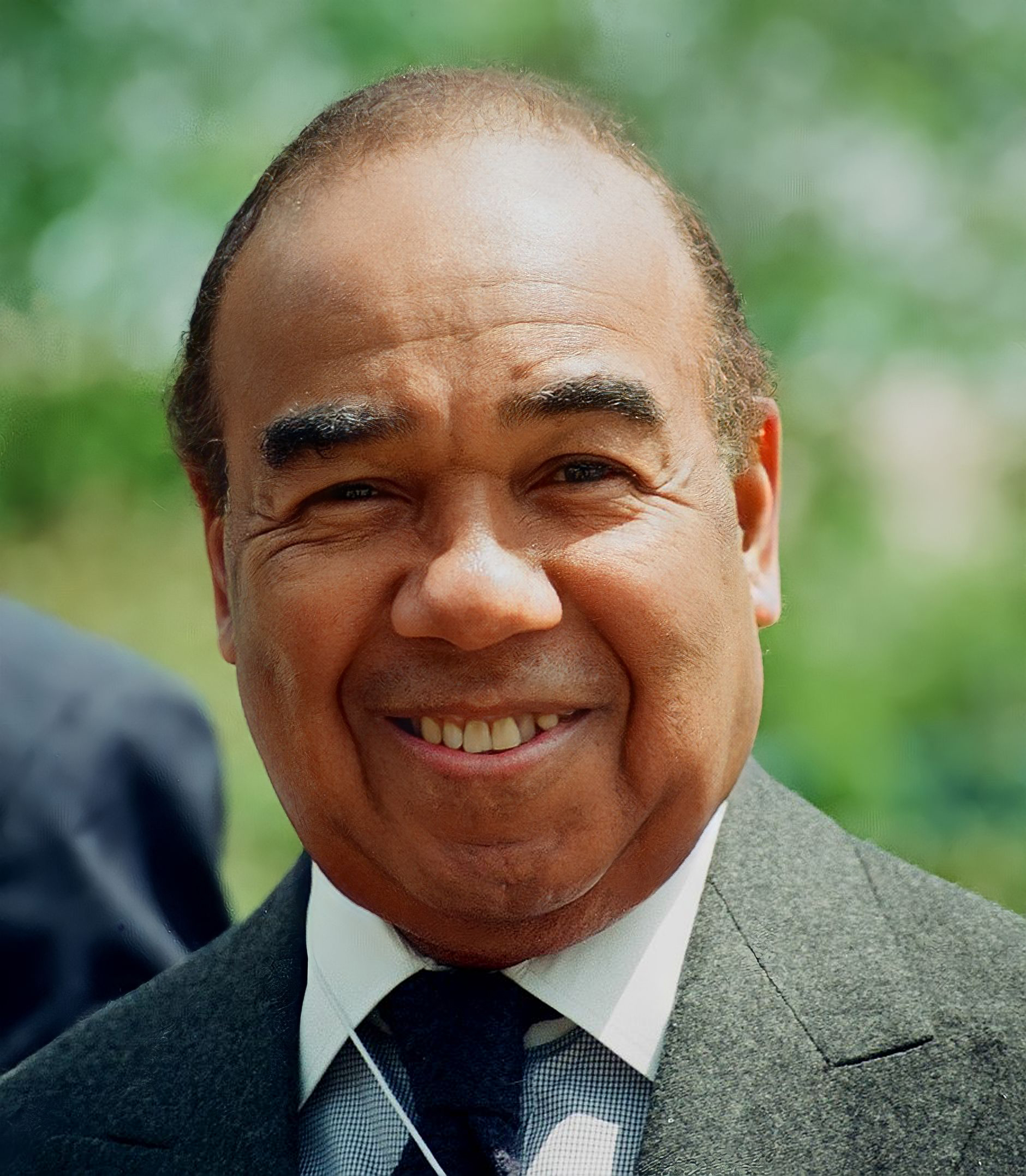
Bobby Short (2000)

Robert Waltrip „Bobby“ Short (* 15. September 1924 in New York City; † 21. März 2005 ebenda) war ein US-amerikanischer Sänger und Pianist.
Short war das neunte von zehn Kindern. Schon 1936 trat er in New Yorker Nachtclubs auf. In den 1950er Jahren war Short sehr populär. Durch den Niedergang der Nachtclubs und den Aufstieg der Beatles in den 1960er Jahren sank das Interesse an ihm, doch gelang ihm im Jahre 1968 ein Comeback. Seit diesem Jahr spielte er regelmäßig im Carlyle Hotel in New York. Weitere Auftritte führten ihn u. a. ins Weiße Haus. Short spielte in den 1980er Jahren in den Filmen Splash – Eine Jungfrau am Haken und Hannah und ihre Schwestern mit.
Short starb im Alter von 80 Jahren an Leukämie.

## Diskografie
Alben
- 1955: Songs by Bobby Short (Atlantic Records)
- 1956: Bobby Short (Atlantic Records)
- 1957: Speaking of Love (Atlantic Records)
- 1958: Sing Me A Swing Song (Atlantic Records)
- 1959: The Mad Twenties (Atlantic Records)
- 1960: Bobby Short on the East Side (Atlantic Records)
- 1963: My Personal Property (Atlantic Records)
- 1969: Jump for Joy (Atlantic Records)
- 1971: Nobody Else But Me (Atlantic Records)
- 1971: Bobby Loves Cole Porter (Atlantic Records)
- 1972: Bobby Short is Mad About Noël Coward (Atlantic Records)
- 1973: Bobby Short is K-RA-ZY for Gershwin (Atlantic Records)
- 1974: Live at the Cafe Carlyle (Atlantic Records)
- 1975: Bobby Short Celebrates Rodgers & Hart (Atlantic Records)
- 1977: Personal (Atlantic Records)
- 1982: Moments Like This (Elektra Records/Asylum Records)
- 1987: Guess Who’s in Town: Bobby Short Performs the Songs of Andy Razaf (Atlantic Records)
- 1992: Late Night at the Cafe Carlyle (Telarc)
- 1993: Swing That Music (Telarc)
- 1995: Songs of New York (Live) (Telarc)
- 1998: Celebrating 30 Years of the Cafe Carlyle (Telarc)
- 1999: You’re the Top: The Love Songs of Cole Porter (Telarc)